# Stazione di Domegliara-Sant'Ambrogio
La stazione di Domegliara-Sant'Ambrogio è una stazione ferroviaria posta sulla linea Bolzano-Verona; serve il centro abitato di Domegliara, frazione del comune di Sant'Ambrogio di Valpolicella.

## Storia
La stazione venne gravemente danneggiata durante la seconda guerra mondiale; al termine del conflitto venne ricostruita, con la costruzione di un nuovo fabbricato viaggiatori, terminato nel 1949.